# Astronomia babilônica

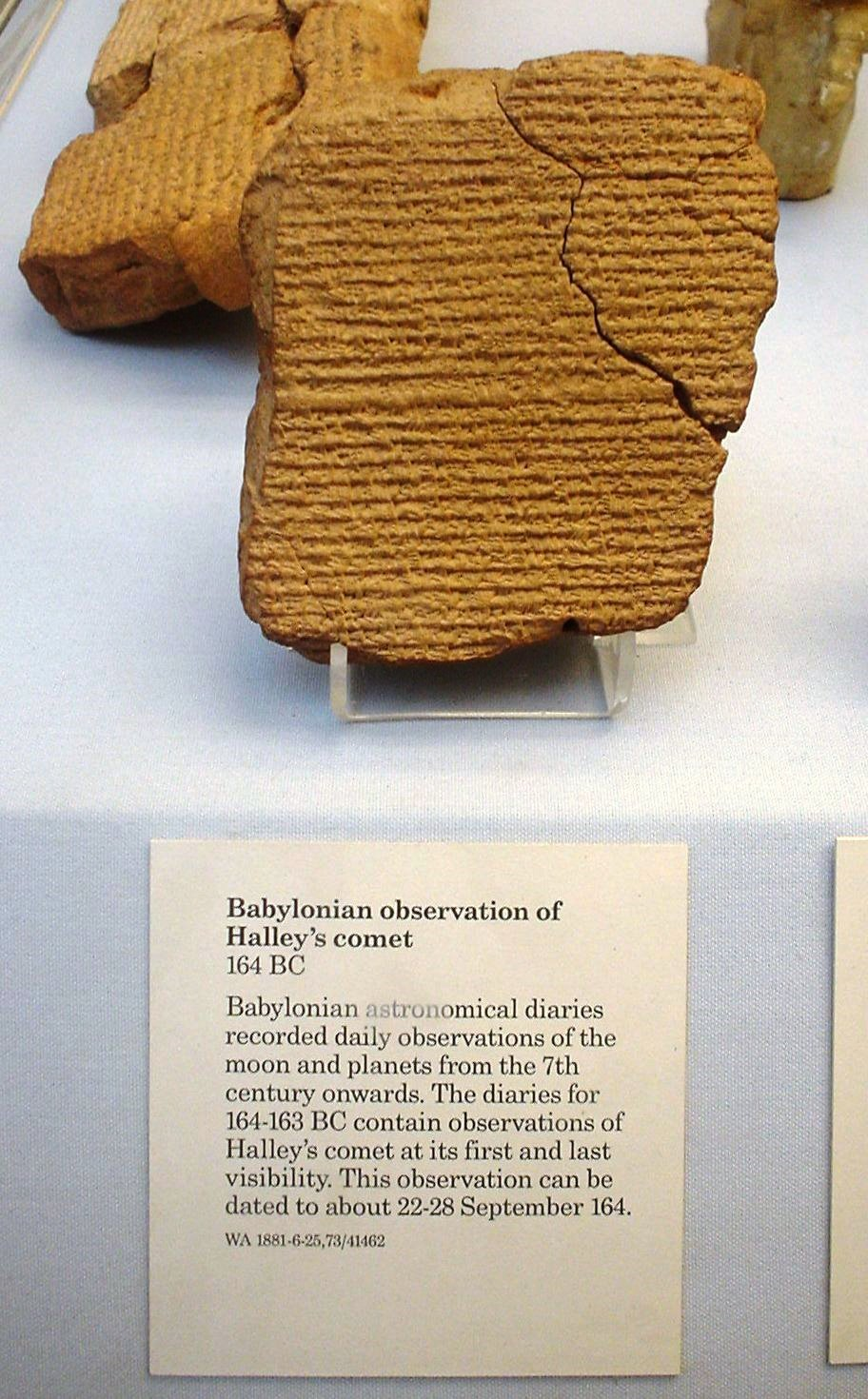
Uma tábua babilônica registrando o cometa Halley em

A astronomia babilônica foi o estudo ou o registro de objetos celestes na Mesopotâmia da antiguidade. O sistema de numeração utilizado, o sexagesimal, se baseava no número sessenta, diferentemente do número dez no moderno sistema decimal. Este sistema simplificava o cálculo e o registro de números incomumente grandes ou pequenos.
Durante os séculos VIII e VII a.C., astrônomos babilônicos desenvolveram uma nova abordagem empírica para a astronomia. Eles começaram a estudar e registrar seu sistema de crenças e filosofias tratando de uma natureza ideal do universo, e começaram a empregar uma lógica interna em seus sistemas planetários preditivos. Esta foi uma importante contribuição para a astronomia e a filosofia da ciência, e alguns especialistas modernos têm se referido a esta abordagem como uma revolução científica. Esta abordagem para a astronomia foi adotada e posteriormente desenvolvida na astrologia grega e helenística. As fontes clássicas gregas e latinas usam frequentemente o termo “caldeus” para os filósofos, que eram considerados sacerdotes-escribas especializados em astronomia e outras formas de adivinhação. A astronomia babilônica pavimentou o caminho para a moderna astrologia e é responsável pelo seu espalhamento pelo império greco-romano durante o século II, o período helenístico. Os babilônios usavam o sistema sexagesimal para acompanhar os trânsitos de planetas; dividindo o céu de 360 graus em seções de 30 graus, eles atribuíram doze signos zodiacais ao longo da eclíptica.
Somente fragmentos da astronomia babilônica sobreviveram, consistindo principalmente de tábuas de argila contendo diários astronômicos, efemérides e textos de procedimentos, portanto o conhecimento atual da teoria planetária babilônica está em estado fragmentário. Entretanto, os fragmentos sobreviventes mostram que a astronomia babilônica foi a primeira “tentativa bem-sucedida de dar uma descrição matemática refinada dos fenômenos astronômicos” e que “todas as variedades subsequentes de astronomia científica, no mundo helenístico, na Índia, no Islã e no Oeste [...] dependem da astronomia babilônica de modos decisivos e fundamentais.”

## Antiga astronomia babilônica
Um objeto denominado “prisma de marfim” foi recuperado das ruínas de Nínive. Inicialmente presumido como a descrição das regras de um jogo, o seu uso foi mais tarde decifrado como um conversor para calcular o movimento de objetos astronômicos e constelações.
Astrônomos babilônicos desenvolveram signos zodiacais. Eles foram definidos a partir da divisão do céu em três conjuntos de trinta graus e as constelações que se localizam em cada setor.
O MUL.APIN contém catálogos de estrelas e constelações, assim como esquemas para predizer o nascer helíaco e o ocaso dos planetas e durações da luz do dia medidas por clepsidras (relógios de água), gnômon, sombras e intercalações. O texto babilônico GU arranja estrelas em “sequências” que se posicionam ao longo de círculos de declinação e assim medem ascensões retas ou intervalos de tempo, e empregam as estrelas do zênite, que são também separadas por diferenças de ascensão reta dadas.

## Teoria planetária
Os babilônios foram a primeira civilização que se sabe ter possuído uma teoria funcional dos planetas. O mais antigo texto astronômico planetário sobrevivente é a Tábua de Vênus de Amisaduca babilônica, uma cópia do século VII a.C. de uma lista de observações dos movimentos do planeta Vênus, que provavelmente data do segundo milênio a.C. Os astrólogos babilônicos também lançaram as fundações do que viria a se tornar a astrologia ocidental. O Enuma anu enlil, escrito durante o período neoassírio no século VII a.C., contém uma lista de presságios e suas relações com diversos fenômenos celestiais, inclusive os movimentos dos planetas.

## Cosmologia
Em contraste com a cosmovisão apresentada na literatura mesopotâmica e assírio-babilônica, particularmente na mitologia mesopotâmica e babilônica, muito pouco se sabe a respeito da cosmologia e da cosmovisão dos antigos astrólogos e astrônomos babilônicos. Isso se deve muito ao atual estado fragmentado da teoria planetária babilônica, e também ao fato de que a astronomia e a cosmologia babilônicas eram esforços separados. Entretanto, traços da cosmologia podem ser encontrados na literatura e na mitologia babilônicas.

## Presságios
Os babilônios tinham uma crença comum de que os deuses podiam e realmente indicavam eventos futuros para a humanidade através de presságios; às vezes por meio de entranhas animais, mas mais frequentemente eles acreditavam que os presságios podiam ser lidos através da astronomia e astrologia. Como aqueles por meio de planetas eram produzidos sem qualquer ação humana, eles eram vistos como mais poderosos. Mas eles acreditavam que os eventos previstos por esses presságios eram também evitáveis. A relação que os mesopotâmicos tinham com as profecias pode ser vista no Compêndio dos Presságios, um texto babilônico composto a partir do início do segundo milênio. Este texto é a fonte primária que nos diz que os antigos mesopotâmicos viam os presságios como preveníveis. O texto também contém informação sobre ritos sumérios para prevenir o mal, ou “nam-bur-bi”, um termo mais tarde adotado pelos acadianos como “namburbu”, que significava grosseiramente “liberar [o mal]”. Acreditava-se que o deus Ea enviava os presságios. Com relação à severidade dos presságios, os eclipses eram vistos como os mais perigosos.
O Enuma Anu Enlil é uma série de tábuas cuneiformes que dá indicações sobre diferentes presságios celestes que os astrônomos babilônicos observavam. Corpos celestes como o Sol e a Lua tinham um significativo poder como presságios. Relatos de Nínive e Babilônia, em torno de 2 500–670 a.C., mostram presságios lunares observados pelos mesopotâmicos. “Quando a Lua desaparecer, o mal cairá sobre a Terra. Quando a Lua sair do seu lugar previsto, um eclipse acontecerá”.

## Astrolábios
Os astrolábios são uma das mais antigas tábuas cuneiformes documentadas que discutem astronomia e datam do Antigo Reino da Babilônia. Eles são uma lista de trinta e seis estrelas conectadas com os meses de um ano, e geralmente são considerados como tendo sido escritos entre 1 800 e 1 100 a.C.. Nenhum texto completo foi encontrado, mas há uma compilação moderna por Pinches, montada a partir de textos armazenados no Museu Britânico, que é considerada excelente por outros historiadores especializados em astronomia babilônica. Dois outros textos contemplando os astrolábios que merecem ser mencionados são as compilações de Bruxelas e Berlim. Elas oferecem informação similar à antologia de Pinches, mas contêm alguma informação diferente uma da outra.
Acredita-se que as trinta e seis estrelas que compõem os astrolábios derivem das tradições astronômicas de três cidades-estados mesopotâmicas, Elão, Acádia e Amurru. As estrelas seguidas e possivelmente mapeadas por essas cidades-estados são idênticas àquelas nos astrolábios. As doze estrelas de cada região também correspondem aos meses do ano. Os dois textos cuneiformes que fornecem a informação para esta correlação são as grandes listas de estrelas “K 250” e “K 8067”. Ambas as tábuas foram traduzidas e transcritas por Weidner. Durante o reinado de Hamurabi, essas três tradições separadas foram combinadas. Esta combinação também introduziu uma abordagem mais científica para a astronomia, à medida que se enfraqueciam as conexões com as três tradições originais. O progressivo uso da ciência em astronomia é evidenciado pelo fato de que essas tradições das três regiões foram arranjadas de acordo com os caminhos das estrelas de Ea, Anu e Enlil, um sistema astronômico contido e discutido no MUL.APIN.

## MUL.APIN

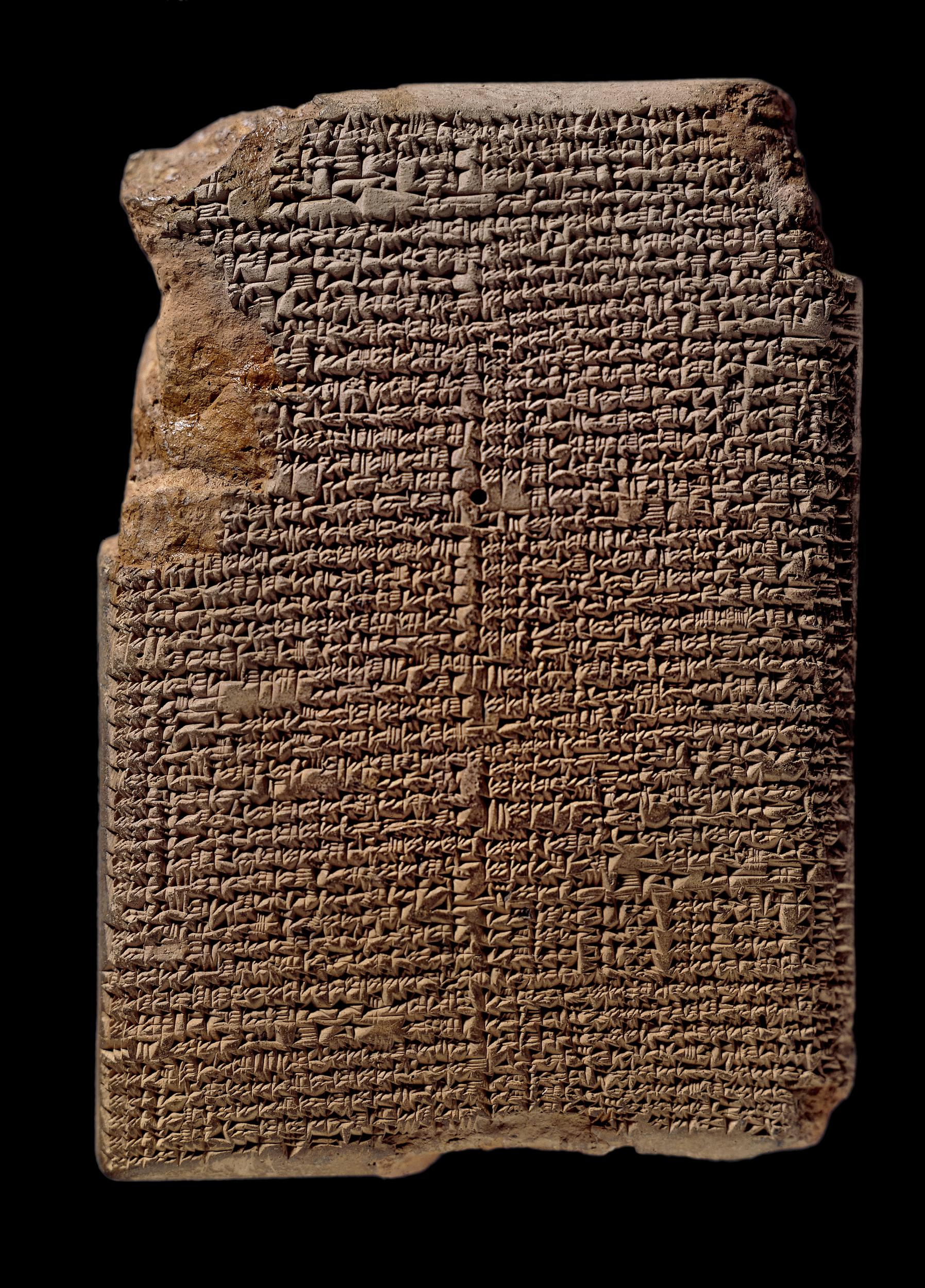
Tábua cuneiforme MUL.APIN

MUL.APIN é uma coleção de duas tábuas cuneiformes (Tábua 1 e Tábua 2), que documentam aspectos da astronomia babilônica como o movimento de corpos celestes e registros de solstícios e eclipses. Cada tábua é dividida em seções menores chamadas Listas. Elas foram compostas na mesma época das astrolábios e do Enuma Anu Enlil, o que é evidenciado pelos temas, princípios matemáticos e ocorrências similares.
A Tábua 1 contém informação que se aproxima de informação contida no astrolábio B. As similaridades entre a Tábua 1 e o astrolábio B mostram que os autores foram inspirados pela mesma fonte para pelo menos parte da informação. Há seis listas de estrelas nesta tábua que se relacionam com sessenta constelações nos caminhos mapeados dos três grupos de caminhos babilônicos de estrelas, Ea, Anu e Enlil. Há também adições aos caminhos de Anu e Enlil que não se encontram em astrolábio B.

## Relação entre calendário, matemática e astronomia
A exploração do Sol, Lua e outros corpos celestes afetou o desenvolvimento da cultura mesopotâmica. O estudo do céu levou ao desenvolvimento de um calendário e matemática avançada nessas sociedades. Os babilônios não foram a primeira sociedade complexa a desenvolver um calendário, e, nas proximidades no norte da África, os egípcios desenvolveram um calendário próprio. O calendário egípcio era baseado no Sol, enquanto o babilônico era baseado na Lua. Uma possível mistura entre os dois notada por alguns historiadores foi a adoção de um ano bissexto pelo babilônios depois que os egípcios desenvolveram um. O ano bissexto babilônico não é similar ao ano bissexto praticado atualmente. Ele envolvia a adição de um décimo-terceiro mês como um meio para recalibrar o calendário e compatibilizá-lo com a estação agrícola.
Os sacerdotes babilônicos foram os responsáveis por desenvolver novas formas de matemática, e o fizeram para melhor calcular os movimentos de corpos celestes. Um desses sacerdotes, Naburimani, é o primeiro astrônomo babilônico documentado. Ele era um sacerdote para o deus da Lua e tem os créditos por escrever tabelas para cálculos lunares e de eclipses, bem como outros cálculos matemáticos elaborados. As tabelas de cálculo são organizadas em dezessete ou dezoito tabelas que documentam as velocidades orbitais de planetas e da Lua. Seu trabalho foi mais tarde recalculado por astrônomos durante a dinastia selêucida.

## Auroras
Um grupo de cientistas da Universidade de Tsukuba, do Japão, estudou as tábuas cuneiformes assírias e reportou céus vermelhos pouco usuais, que podem ter sido incidentes de auroras, provocadas por tempestades geomagnéticas entre 680 e 650 a.C..

## Astronomia neobabilônica
A astronomia neobabilônica se refere à astronomia desenvolvida por astrônomos caldeus durante os períodos neobabilônico, aquemênida, selêucida e parta da história da Mesopotâmia. Os registros sistemáticos nos diários astronômicos babilônicos permitiram a observação de um ciclo Saros de eclipses lunares repetidos após 18 anos.

## Métodos aritméticos e geométricos
Embora haja uma carência de material sobrevivente sobre as teorias planetárias babilônicas, parece que a maioria dos astrônomos caldeus estava preocupada principalmente com efemérides e não com teoria. Acreditou-se que a maior parte dos modelos planetários preditivos babilônicos que sobreviveram eram de modo geral estritamente empíricos e aritméticos e não envolviam geometria, cosmologia ou filosofia especulativa, como aquela dos modelos helenísticos posteriores, embora os astrônomos babilônicos estivessem preocupados com a filosofia que tratava da natureza ideal do universo inicial. Os textos de procedimentos babilônicos descrevem – e as efemérides utilizam – procedimentos aritméticos para calcular a época e lugar de eventos astronômicos significativos. Análise mais recente de tábuas cuneiformes no Museu Britânico, não publicadas anteriormente, datadas entre 350 e 50 a.C., demonstra que os astrônomos babilônicos às vezes utilizavam métodos geométricos, antecipando os métodos dos Calculadores de Oxford para descrever o movimento de Júpiter ao longo do tempo, em um espaço matemático abstrato.
Ressalvadas algumas interações ocasionais entre as duas, a astronomia babilônica era bastante independente da cosmologia babilônica. Enquanto os astrônomos gregos expressavam “predisposição em favor de círculos ou esferas girando em movimento uniforme”, tal preferência não existia para os astrônomos babilônicos.
Contribuições dos astrônomos caldeus durante este período incluem a descoberta de ciclos de eclipse e ciclos Saros, além de muitas observações astronômicas acuradas. Por exemplo, eles observaram que o movimento do Sol ao longo da eclíptica não era uniforme, embora eles não soubessem por que isso se dava; hoje se sabe que isso se deve ao movimento da Terra em uma órbita elíptica em torno do Sol, com a Terra movendo-se mais rapidamente quando está mais perto do Sol, no periélio, e mais lentamente quando está mais longe, no afélio.

## Astronomia heliocêntrica
O único modelo planetário sobrevivente entre os astrônomos caldeus é o do helenístico Seleuco de Selêucia (n. 190 a.C.), que apoiava o modelo heliocêntrico do grego Aristarco de Samos. Seleuco é conhecido através dos escritos de Plutarco, Aécio, Estrabão e Abubecre Maomé Zacaria Razi. O geógrafo grego Estrabão cita Seleuco como um dos quatro astrônomos mais influentes que vieram da helenística Seleuceia no rio Tigre, juntamente com Cidenas (Quidinu), Naburiano (Naburimanu) e Sudines. Os trabalhos deles foram originalmente escritos na língua acádia e mais tarde traduzidos para o grego. Seleuco, entretanto, destacou-se entre eles, na medida que foi o único que apoiou a teoria heliocêntrica de movimento planetário proposta por Aristarco, segundo a qual a Terra girava em torno do seu eixo, que por sua vez girava ao redor do Sol. De acordo com Plutarco, Seleuco inclusive provou o sistema heliocêntrico por meio da razão, embora não se saiba quais os argumentos que usou.
De acordo com Lucio Russo, seus argumentos estavam provavelmente relacionados ao fenômeno das marés. Seleuco corretamente teorizou que as marés eram provocadas pela Lua, embora ele acreditasse que esta interação fosse mediada pela atmosfera da Terra. Ele percebeu que as marés variavam em tempo e força em diferentes partes do mundo. De acordo com Estrabão, Seleuco foi o primeiro a dizer que as marés se devem à atração da Lua, e que a altura das marés depende da posição da Lua em relação ao Sol.
De acordo com Bartel Leendert van der Waerden, Seleuco pode ter provado a teoria heliocêntrica determinando as constantes de um modelo geométrico para a teoria heliocêntrica, e desenvolvendo métodos para calcular posições planetárias usando este modelo. Ele pode ter usado métodos trigonométricos que estavam disponíveis na época, uma vez que ele era contemporâneo de Hiparco.
Nenhum dos escritos originais ou traduções para o grego sobreviveu, embora um fragmento tenha sobrevivido somente em tradução árabe, que foi mais tarde referenciada a ele pelo filósofo persa Abubecre Maomé Zacaria Razi (865–925).

## Influência babilônica na astronomia helenística
Muitos trabalhos dos antigos escritores gregos e helenísticos (incluindo matemáticos, astrônomos e geógrafos) foram preservados até a atualidade, ou alguns aspectos do seu trabalho e pensamento ainda são conhecidos através de referências posteriores. Entretanto, realizações nesses campos pelas primeiras civilizações do antigo Oriente Próximo, especialmente aquelas da Babilônia, foram esquecidas por muito tempo. Desde a descoberta de sítios arqueológicos chaves no século XIX, muitos escritos cuneiformes em tábuas de argila foram encontrados, alguns deles relacionados à astronomia. Heródoto escreveu que os gregos aprenderam com os babilônios aspectos da astronomia, como o gnômon e a ideia de o dia ser dividido em duas metades de doze horas.

## Influência sobre Hiparco e Ptolemeu
Em 1900, Franz Xaver Kugler demonstrou que Ptolemeu tinha declarado em seu Almagesto IV.2 que Hiparco aperfeiçoou os valores para os períodos da Lua que ele tinha conhecido por meio de “astrônomos ainda mais antigos”, ao comparar observações de eclipses feitos anteriormente “pelos caldeus” e por ele próprio. Entretanto, Kugler descobriu que os períodos que Ptolemeu atribui a Hiparco já tinham sido usados em efemérides babilônicas, especificamente a coleção de textos atualmente chamada “Sistema B” (às vezes atribuída a Cidenas). Aparentemente, Hiparco apenas confirmou, com as suas novas observações, a validade dos períodos que ele tinha conhecido dos caldeus. O conhecimento grego posterior desta teoria babilônica específica é confirmado pelo papiro do século II, que contém 32 linhas de uma única coluna de cálculos para a Lua usando este mesmo “Sistema B”, mas escrito em grego sobre papiro, em vez de em cuneiforme sobre tábuas de argila.

## Meios de transmissão
Historiadores encontraram evidência de que Atenas, durante o século V a.C., pode ter tomado conhecimento da astronomia babilônica, dos astrônomos ou de conceitos e práticas astronômicos; documentação de Xenofonte relata que Sócrates dizia a seus alunos para estudar astronomia, de modo a serem capazes de dizer a hora da noite através das estrelas. Esta habilidade está referenciada no poema de Aratos, que discute a indicação da hora da noite a partir dos signos zodiacais.

### Citações
1. ↑  Friberg 2019.
2. ↑  Brown 2000, p. 5–6,.
3. ↑  Aaboe 1958, p. 209.
4. ↑  Aaboe 1974, p. 21.
5. 1 2  Van der Waerden 1951.
6. 1 2 3  Rochberg-Halton 1983.
7. ↑  Pingree 1998.
8. ↑  Rochberg 2004.
9. 1 2  Evans 1998, p. 296–297.
10. ↑  Holden 2006, p. 1.
11. ↑  Hermann Hunger, ed. (1992). Astrological reports to Assyrian kings. Col: State Archives of Assyria. 8. [S.l.]: Helsinki University Press. ISBN 978-951-570-130-5
12. ↑  Lambert 1987, p. 93.
13. 1 2  Aaboe 1958.
14. 1 2  Rochberg 2002, p. 679.
15. ↑  Hunger & Pingree 1999.
16. ↑  Hunger & Pingree 1999, p. 1–33.
17. ↑  Hunger & Pingree 1999, p. 12–20.
18. ↑  Thompson, R. Campbell (1904). The Reports of the Magicians and Astrologers of Nineveh and Babylon. [S.l.]: New York: D. Appleton & Company. pp. 451–460
19. 1 2 3  Van der Waerden 1949.
20. ↑  van der Waerden, B. L. (1951). «Babylonian Astronomy. III. The Earliest Astronomical Computations». Journal of Near Eastern Studies. 10 (1): 20–34. JSTOR 542419. doi:10.1086/371009
21. 1 2  Hunger & Pingree 1999, p. 57–65.
22. 1 2  Olmstead 1938.
23. ↑  Hayakawa et al. 2019.
24. ↑  Aaboe et al. 1991.
25. ↑  Sarton 1955.
26. ↑  Brown 2000.
27. ↑  Aaboe 2001, p. 40–62.
28. ↑  Ossendrijver 2016.
29. ↑  Pingree 1992, p. 557.
30. ↑  Leverington 2003, p. 6–7.
31. ↑  Sarton 1955, p. 169.
32. 1 2 3  Van der Waerden 1987.
33. ↑  Paul Murdin, ed. (2001). «Seleucus of Seleucia (c. 190 BCE?)». The Encyclopedia of Astronomy and Astrophysics. [S.l.: s.n.] Bibcode:2000eaa..bookE3998.. ISBN 978-0333750889. doi:10.1888/0333750888/3998
34. ↑  Lucio Russo, Flussi e riflussi, Feltrinelli, Milano, 2003, ISBN 88-07-10349-4.
35. ↑  Van der Waerden 1987, p. 527.
36. ↑  Shlomo Pines (1986). Studies in Arabic versions of Greek texts and in mediaeval science. 2. [S.l.]: Brill Publishers. pp. viii & 201–17. ISBN 978-965-223-626-5
37. ↑  Aaboe 2001, p. 62–65.